# Josef Bulitta
Josef Bulitta (* 25. April 1908 in Köslienen, Landkreis Allenstein im Ermland, Ostpreußen; † 10. Juni 1979 in Würzburg) war ein deutscher Jurist, Sach- und Schulbuchautor, Gründer der „Aktion für das Leben“ und Träger des Bundesverdienstkreuzes.

## Leben und Wirken
Er war ein jüngerer Bruder von Alois und Franz Bulitta. Nach dem Besuch der Volksschule in seiner Heimatgemeinde Köslienen von 1915 bis 1922 besuchte Bulitta die Fortbildungsschule von 1922 bis 1925 ebenda. Anschließend arbeitete er von 1925 bis 1929 in der Landwirtschaft seines Vaters in Köslienen. Ab April 1929 besuchte er das Gymnasium Studienheim St. Clemens für Weltpriester und Spätberufene bis zur Oberprimanerreife in Aschaffenburg. Anschließend legte er das Abitur im Jahr 1934 in Bingen am Rhein ab. Er studierte drei Semester katholische Philosophie und Theologie in Braunsberg/Ostpreußen. Nach dem Studium, in den Jahren 1936 bis 1939, wurde er Justizanwärter in Hof an der Saale und bestand die Prüfung für den mittleren gehobenen Justizdienst. Ab 1939 war er in Scheinfeld am Amtsgericht tätig. 1940 wurde er zum Amtsgericht Gumbinnen abgeordnet. Später war er Justizbeamter an den Gerichten in Wormditt und Willenberg in Ostpreußen. Nach dem Krieg wurde er Vorsitzender der Spruchkammer in Scheinfeld. Später studierte er Jura und schloss das Studium 1949 mit einer Dissertation an der Universität Erlangen ab. Von 1949 bis 1973 war er zunächst Amtsanwalt und später Vormundschaftsrichter in Scheinfeld.
Er gründete aufgrund seiner Erfahrung als Vormundschaftsrichter 1974 in Scheinfeld die „Aktion für das Leben“, deren Vorsitzender er auch wurde. Er engagierte sich für  ledige Mütter, vermittelte Adoptionen und Arbeitsplätze und setzte sich für den Bau eines Heimes ein. Der Verein nahm werdende Mütter auf und half bei der Entbindung in einer Privatklinik.  Wegen seines unermüdlichen sozialen Engagements verlieh man ihm 1976 das Bundesverdienstkreuz am Bande.
Bulitta verfasste auch mehrere Artikel über das Brauchtum im Ermland.

## Auszeichnungen
- Verleihung des Bundesverdienstkreuzes am Bande (1976)[6]
- Die Stadt Scheinfeld in Bayern hat ihm zu Ehren die „Dr.-Josef-Bulitta-Straße“ benannt.[12]

## Publikationen (Auswahl)
- Rechtsgewohnheiten und Rechtsbrauchtum der ermländischen Landbevölkerung. Dissertation Universität Erlangen, 1949.
- Gemeinschaftskunde der bäuerlichen Jugend. Scheinfeld, 1961.
- Das Recht im bäuerlichen Alltag. Scheinfeld, 1962.
- Die Dreimonatsfrist im Adoptionsverfahren (§ 1747 II BGB n. F.). In: Zeitschrift für das gesamte Familienrecht. Band 9/1962.